# 9-cis-beta-karoten 9',10'-razlaganje dioksigenaza
9--beta-karoten 9',10'-razlaganje dioksigenaza (EC 1.13.11.68,  (gen), MAX3 (gen), NCED7 (gen)) je enzim sa sistematskim imenom 9-cis-beta-karoten:O2 oksidoreduktaza (9',10'-razlaganje). Ovaj enzim katalizuje sledeću hemijsku reakciju
9--beta-karoten + O2 {\displaystyle \rightleftharpoons } 9-cis-10'-apo-beta-karotenal + beta-jonon
Ovaj enzim sadrži Fe2+. On učestvuje u biosintezi strigolaktona, biljnih hormona.

## Literatura
- Nicholas C. Price; Lewis Stevens (1999). Fundamentals of Enzymology: The Cell and Molecular Biology of Catalytic Proteins (Third изд.). USA: Oxford University Press. ISBN 019850229X.
- Eric J. Toone (2006). Advances in Enzymology and Related Areas of Molecular Biology, Protein Evolution (Volume 75 изд.). Wiley-Interscience. ISBN 0471205036.
- Branden C; Tooze J. Introduction to Protein Structure. New York, NY: Garland Publishing. ISBN 0-8153-2305-0.
- Irwin H. Segel. Enzyme Kinetics: Behavior and Analysis of Rapid Equilibrium and Steady-State Enzyme Systems (Book 44 изд.). Wiley Classics Library. ISBN 0471303097.

## Spoljašnje veze
- 9-cis-beta-carotene+9',10'-cleaving+dioxygenase на 